# Loxilobus accola
Loxilobus accola är en insektsart som beskrevs av Rehn, J.A.G. 1952. Loxilobus accola ingår i släktet Loxilobus och familjen torngräshoppor. Inga underarter finns listade i Catalogue of Life.